# Agent im Kreuzfeuer
Agent im Kreuzfeuer (Originaltitel Agent Under Fire) ist ein Videospiel aus dem Hause Electronic Arts aus dem Jahr 2001. Es war das erste Spiel von EA, das die James-Bond-Lizenz ohne Filmvorlage mit einer fiktiven Geschichte verwendete. Es wird dem Genre Ego-Shooter zugerechnet.

## Handlung
CIA-Agentin Zoe Nightshade ist bei Nachforschungen der Firma Malprave Industries verschwunden. Agent 007 wird ausgeschickt die Agentin aus den Klauen des Schergen Nigel Bloch zu retten und eine DNA-Probe zu sichern, die den Weltfrieden bedrohen könnte. Hierbei greift James Bond auf Ausrüstung der Abteilung Q zurück wie Q-Kralle, Q-Decoder und seine Wolfram P2K. James Bond muss u. a. ein Genlabor infiltrieren und sich Verfolgungsjagden auf den Straßen von Bukarest oder Hong Kong liefern. Den Höhepunkt liefert eine Fahrt im Panzer, wobei man die Gegner (mit Raketenwerfern bewaffnet) schnell entdecken muss, die sich auf den Dächern verschanzt haben.

## Technik
Das Spiel war eine Weiterentwicklung des Vorgängers Die Welt ist nicht genug, das 2000 veröffentlicht wurde. Es sollte eine PlayStation 2 Variante vom Vorgänger geben, von der es auch schon Bilder gab, aber keine Veröffentlichung mehr erfolgte. So wurde aus der Engine Agent im Kreuzfeuer entwickelt. Wie bereits in vorhergegangenen Spieleumsetzungen war auch Agent im Kreuzfeuer in Lauf und Fahrlevel aufgeteilt. Hier konnte man den BMW Z8, BMW 750iL und den Aston Martin DB5 steuern. Der Schalldämpfer konnte per Knopfdruck auf- und abgeschraubt werden. Jede Waffe hatte auf die gleiche Weise einen zweiten Waffenmodus.

### Waffen Ausrüstung
Die im Spiel verwendete Waffen haben reale Vorlagen aber fiktive Namen.
- Wolfram P2K (Smith & Wesson SW99)
- Windsor FSU-4 (AR15 Carbine)
- Koffler & Stock KS7 (Heckler & Koch MP5A1)
- Windsor Viper (Colt Anaconda)
- IAC Defender (Desert Eagle)
- Ingalls Type 20 (MAC-10)
- Calypso P750 (Calico M960)
- Munitions Bequique PS100 (FN P90)
- Kazakovich KA-57 (AK-47)
- Meyer-Westlicher UGW (Steyr AUG)
- Koffler & Stock D17 (Heckler & Koch G11)
- Frinesi Special 12 (Franchi SPAS-12)
- SWZ SSR 4000 (SIG Sauer SSG 3000 Sniper Rifle)
- MRL-22 (Mk 153 Mod 0 SMAW)

## Besonderheiten
Das Spiel hatte im Gegensatz zum Vorgänger keine Lizenz erhalten das Konterfei des damaligen James Bond Darstellers Pierce Brosnan abzubilden. So wurde ein Bond-Agent geschaffen, der eine Mischung aus allen Bond-Darstellern bot.

## Rezeption
4players testete die Version für GameCube und lobte eine stabil laufende Grafik, Fahrabschnitte mit sehr hohem Spielspaß und eine sehr gut transportierte Bond-Atmosphäre. Kritisiert wurden die Hilfestellungen in den linearen Levels und dass das Spiel kein adäquater Ersatz für Goldeneye sei.